# 월계화
월계화(月季花, Rosa chinensis)는 중국이 원산지이며 상록관목으로 가지는 녹색이고 곧게 선다. 잎은 어긋나고 1-2쌍의 작은잎으로 된 기수 우상 복엽이다. 작은잎은 타원형 또는 난형이고 가장자리에 뾰족한 톱니가 있다. 꽃은 5월부터 가을까지 계속 피고 산방상으로 달리며 홍자색 또는 연분홍색이다. 또한 겹꽃도 있으며 향기가 있다. 열매는 둥글고 붉게 익는다.

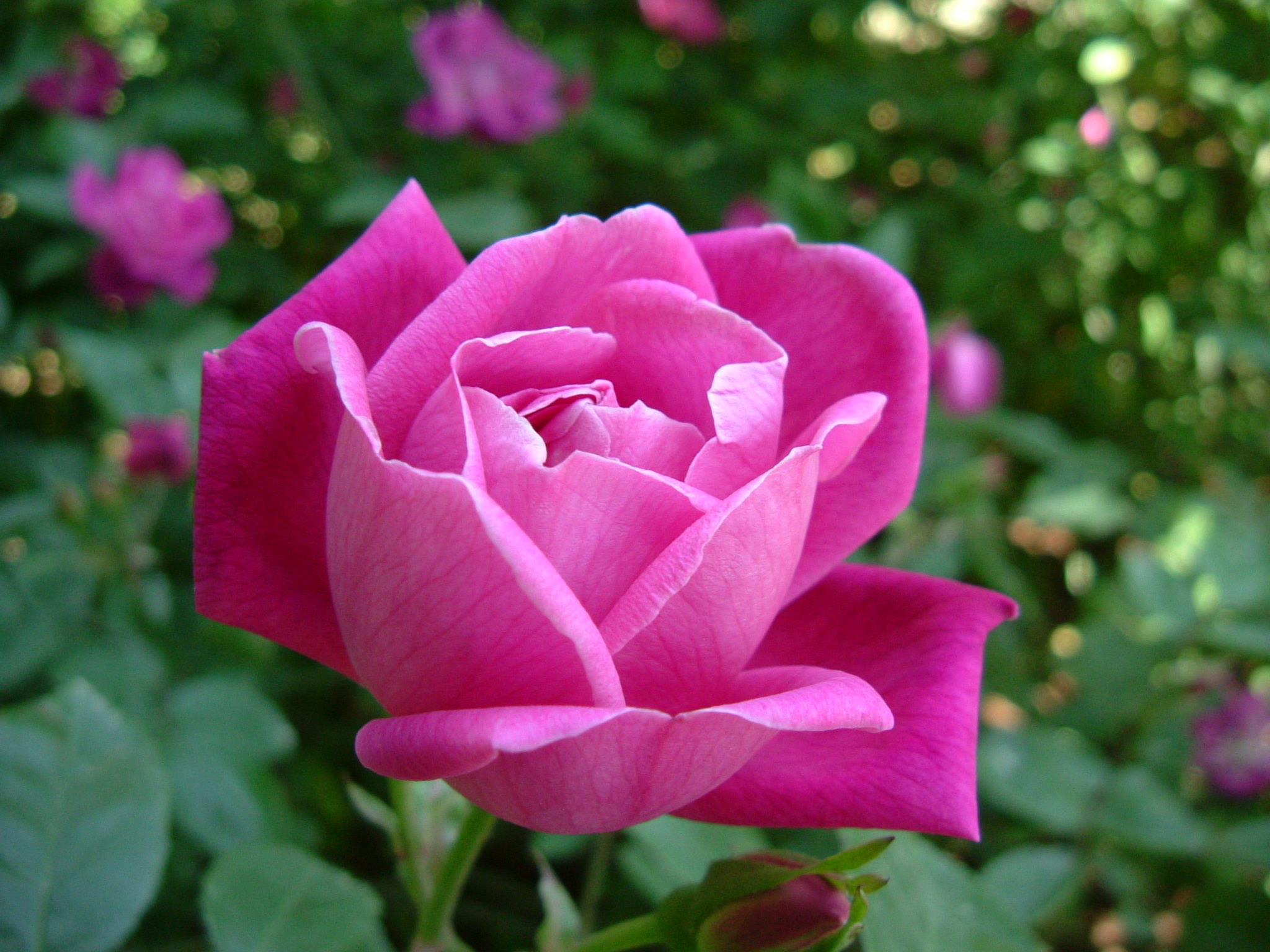

## 참고 자료
- 이 문서에는 다음커뮤니케이션(현 카카오)에서 GFDL 또는 CC-SA 라이선스로 배포한 글로벌 세계대백과사전의 내용을 기초로 작성된 글이 포함되어 있습니다.